# Resolutie 1513 Veiligheidsraad Verenigde Naties
Resolutie 1513 van de Veiligheidsraad van de Verenigde Naties werd unaniem door de
VN-Veiligheidsraad aangenomen op 28 oktober 2003.
De resolutie verlengde het mandaat van de VN-missie in de Westelijke Sahara.

## Achtergrond
Begin jaren 1970 ontstond een conflict tussen Spanje, Marokko, Mauritanië en de Westelijke
Sahara zelf over de Westelijke Sahara, een gebied dat tot dan toe in Spaanse handen was. Marokko legitimeerde zijn aanspraak op
basis van historische banden met het gebied. Nadat Spanje het gebied opgaf bezette Marokko er twee derde van. Het
land is nog steeds in conflict met Polisario dat met steun van Algerije de onafhankelijkheid
blijft nastreven. Begin jaren 1990 kwam een plan op tafel om de bevolking van de Westelijke Sahara
via een volksraadpleging zelf te laten beslissen over de toekomst van het land. Het was de taak van de VN-missie
MINURSO om dat referendum
op poten te zetten. Het plan strandde later echter door aanhoudende onenigheid tussen de beide partijen waardoor
ook de missie nog steeds ter plaatse is.

## Inhoud
De Veiligheidsraad:
- Bevestigt zijn eerdere resoluties over de Westelijke Sahara, in het bijzonder resolutie 1495.

1. Besluit het mandaat van de MINURSO-missie te verlengen tot 31 januari 2004.
2. Vraagt de secretaris-generaal om tegen die tijd te rapporteren over de situatie.
3. Besluit om op de hoogte te blijven.

## Verwante resoluties
- Resolutie 1485 Veiligheidsraad Verenigde Naties
- Resolutie 1495 Veiligheidsraad Verenigde Naties
- Resolutie 1523 Veiligheidsraad Verenigde Naties (2004)
- Resolutie 1541 Veiligheidsraad Verenigde Naties (2004)

Lijst ·  1455 ·  1456 ·  1457 ·  1458 ·  1459 ·  1460 ·  1461 ·  1462 ·  1463 ·  1464 ·  1465 ·  1466 ·  1467 ·  1468 ·  1469 ·  1470 ·  1471 ·  1472 ·  1473 ·  1474 ·  1475 ·  1476 ·  1477 ·  1478 ·  1479 ·  1480 ·  1481 ·  1482 ·  1483 ·  1484 ·  1485 ·  1486 ·  1487 ·  1488 ·  1489 ·  1490 ·  1491 ·  1492 ·  1493 ·  1494 ·  1495 ·  1496 ·  1497 ·  1498 ·  1499 ·  1500 ·  1501 ·  1502 ·  1503 ·  1504 ·  1505 ·  1506 ·  1507 ·  1508 ·  1509 ·  1510 ·  1511 ·  1512 ·  1513 ·  1514 ·  1515 ·  1516 ·  1517 ·  1518 ·  1519 ·  1520 ·  1521